# Кетебай (Атырауская область)
Кетеба́й (каз. Кетебай) — село в Индерском районе Атырауской области Казахстана. Входит в состав Жарсуатского аульного округа. Находится на расстоянии примерно 28 км к востоку-юго-востоку (ESE) от посёлка Индерборский, административного центра района. Код КАТО — 234037500.

## Население
В 1999 году население села составляло 187 человек (104 мужчины и 83 женщины). По данным переписи 2009 года, в селе проживало 136 человек (76 мужчин и 60 женщин).